# (523635) 2010 DN93
(523635) 2010 DN93 ist ein großes transneptunisches Objekt, dessen Orbitklassifikation strittig ist. Aufgrund seiner Größe ist der Asteroid ein Zwergplanetenkandidat.

## Entdeckung
2010 DN93 wurde am 26. Februar 2010 von einem Astronomenteam bestehend aus B. Gibson, T. Goggia, N. Primak, A. Schultz und M. Willman mit dem 1,8–m–Pan-STARRS-Teleskop (PS1) am Haleakalā-Observatorium (Maui) entdeckt. Die Entdeckung wurde am 26. Juli 2016 bekanntgegeben, der Planetoid erhielt am 25. September 2018 die Kleinplanetennummer 523635.
Nach seiner Entdeckung ließ sich 2010 DN93 auf Fotos bis zum 24. März 2003, die im Rahmen des Sloan Digital Sky Survey am Apache-Point-Observatorium (New Mexico) gemacht wurden, zurückgehend identifizieren und so seinen Beobachtungszeitraum um 7 Jahre verlängern, um so seine Umlaufbahn genauer zu berechnen. Im Oktober 2018 lagen insgesamt 69 Beobachtungen über einen Zeitraum von 16 Jahren vor. Die bisher letzte Beobachtung wurde im Mai 2018 wiederum im Rahmen des Pan-STARRS-Projektes durchgeführt. (Stand 22. Februar 2019)

## Eigenschaften

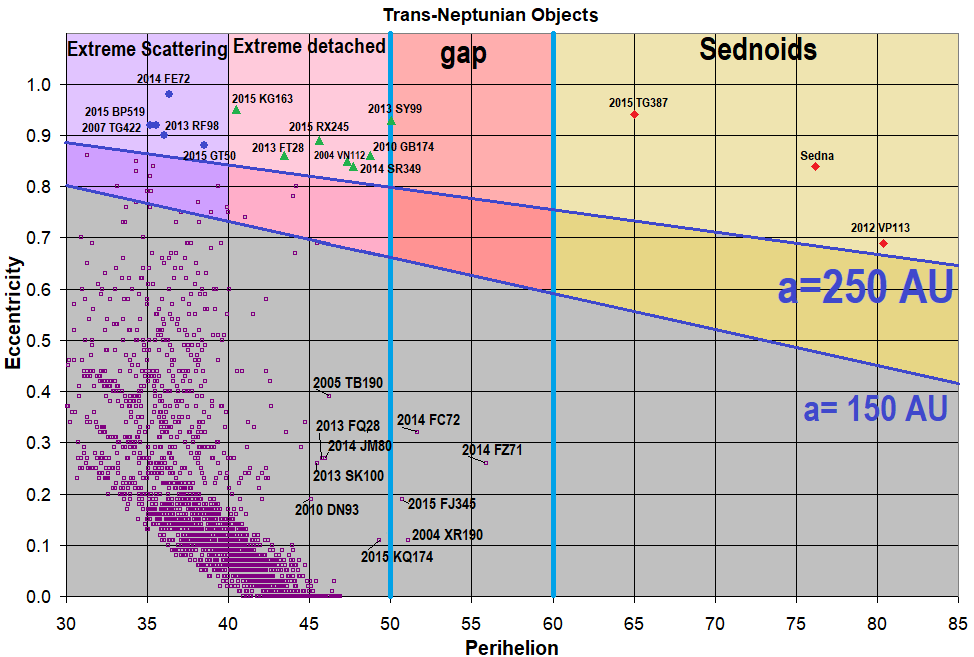
2010 DN_{93} nahe der sogenannten «gap» (Lücke) als Bestandteil der Gruppe der Extreme Detached Objects.

### Umlaufbahn
2010 DN93 umkreist die Sonne in 411,09 Jahren auf einer leicht elliptischen Umlaufbahn zwischen 45,07 AE und 65,71 AE Abstand zu deren Zentrum. Die Bahnexzentrizität beträgt 0,185, die Bahn ist 40,60° gegenüber der Ekliptik geneigt. Derzeit ist der Planetoid 48,62 AE von der Sonne entfernt. Das Perihel durchlief er das letzte Mal 1972, der nächste Periheldurchlauf dürfte also im Jahre 2383 erfolgen.
Marc Buie (DES) klassifiziert den Planetoiden als erweitertes SDO (ESDO bzw. DO), während das Minor Planet Center ihn als SDO und allgemein als «Distant Object» einordnet. Aufgrund seines vergleichsweise hohen Perihels von 45,1 AE gehört 2010 DN93 zu der Untergruppe der Extreme Detached Objects (EDO), auch Extreme Detached Disk Objects (EDDO), seine große Halbachse von 55,3 AE liegt dagegen inmitten der sogenannten «gap» (Lücke), einer bislang wenig verstandenen Region.

### Größe
Derzeit wird von einem Durchmesser von etwa 490 km ausgegangen, basierend auf einem Rückstrahlvermögen von 7 % und einer absoluten Helligkeit von 5,1 m; dies ist allerdings mit einigen Unsicherheiten behaftet, da die allgemeinen Durchmesserschätzungen zwischen 320 und 720 km liegen. Die scheinbare Helligkeit von 2010 DN93 beträgt 21,76 m.
Da anzunehmen ist, dass sich 2010 DN93 aufgrund seiner Größe im hydrostatischen Gleichgewicht befindet und somit weitgehend rund sein muss, sollte er die Kriterien für eine Einstufung als Zwergplanet erfüllen. Mike Brown geht davon aus, dass es sich bei 2010 DN93 um möglicherweise einen Zwergplaneten handelt.
| Jahr                                         | Abmessungen km | Quelle   |
| -------------------------------------------- | -------------- | -------- |
| 2018                                         | 486,0          | Johnston |
| 2018                                         | 490,0          | Brown    |
| Die präziseste Bestimmung ist fett markiert. |                |          |